# ویران کردن مسجد بابری هند

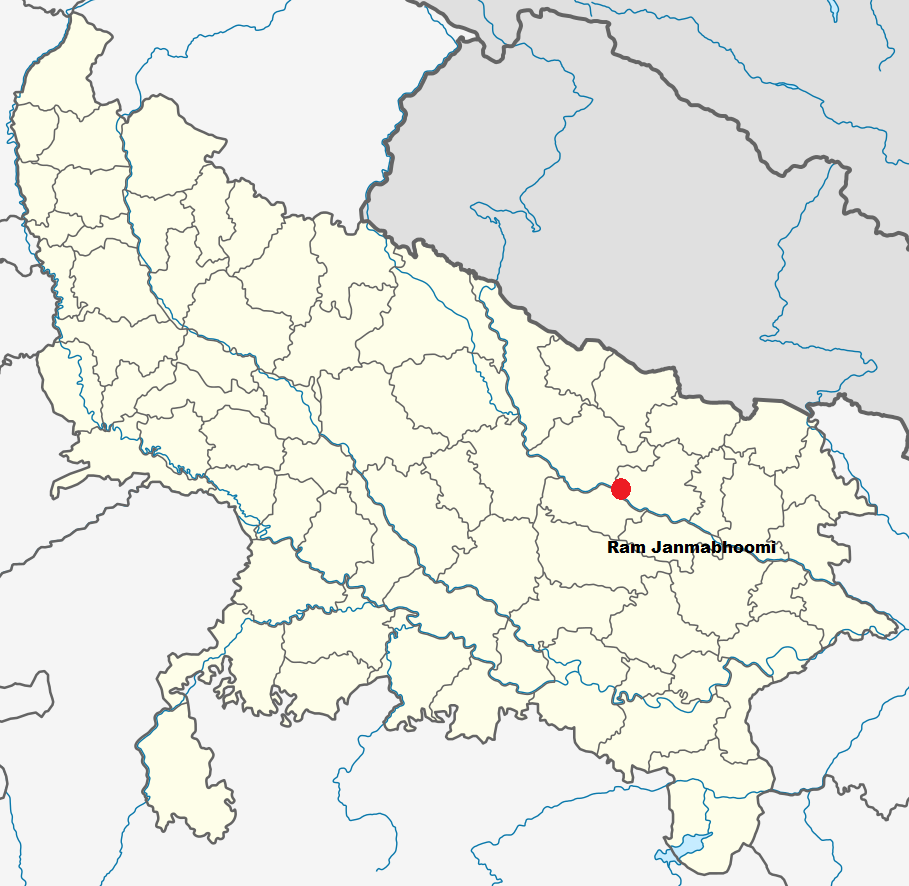
مکان مسجد بابری در ایالت اوتار پرادش هند.

مسجد بابری یک سازهٔ متعلق به سدهٔ شانزدهم میلادی در شهر ایودیا در ایالت اوتار پرادش هند بود که در ۶ دسامبر ۱۹۹۲ به دست گروه عظیمی از هندو های افراطی ویران‌شد. اقدام برای تخریب مسجد بابری نخست به صورت صف‌آرایی سیاسی انجام و سپس به خشونت کشیده‌شد.
برپایهٔ اساطیر هندو شهری ایودیا زادگاه راماست. در سدهٔ شانزدهم میلادی و در زمان فرمانروایی ظهیرالدین محمد بابر، این مسجد به دست میرباقی اصفهانی سردار بابر در نقطه‌ای که هندوها زادگاه راما می‌دانستند بناشد. از دههٔ ۱۹۸۰ میلادی سازمان ویشوه هندو پریشد دست به فعالیت به منظور ساخت معبدی برای راما در این مکان نمود و در این راه حزب بهاراتیا جاناتا از دید سیاسی از ایشان پشتیبانی نمود. هندوها دست به برپایی تجمعات و راهپیمایی‌های بسیاری برای ساخت معبد زدند. در ۶ دسامبر نیز سازمان ویشوه هندو پریشد و حزب بهاراتیا جاناتا یک تجمع صدوپنجاه هزار نفره را سازماندهی کردند. ولی تجمع به خشونت کشیده‌شد، جمعیت نگهبانان را پراکنده ساختند و مسجد را ویران کردند.
پس از تحقیقات، ۶۸ تن از جمله شماری از رهبران دو سازمان یادشده مسئول این اتفاق دانسته شدند. همچنین این رویداد سبب مجموعه‌ای خشونت‌ها میان مسلمانان و هندوها شد که در پی آن بیش از دو هزار تن کشته‌شدند.
همچنین این رویداد سبب واکنش‌های جهانی از جمله از سوی رهبر ایران سید علی خامنه‌ای گردید.